# 福雷斯特鎮區 (密歇根州米索基縣)
福雷斯特鎮區（英語：Forest Township）是位於美國密歇根州米索基縣的一個行政鎮區。

## 地方資料
福雷斯特鎮區的面積為91.06平方千米，當中陸地面積為90.99平方千米，而水域面積為0.07平方千米。根據2020年美國人口普查的數據，當地共有人口1184人，而人口密度為每平方千米13人。